# Mtarfa FC
El Mtarfa FC es un equipo de fútbol de Malta que juega en la Maltese Challenge League, la segunda división nacional.

## Historia
Fue fundado en el año 2006 en la ciudad de Mtarfa y tuvo su primera aparición en torneos oficiales en la temporada 2007/08 y se afiliaría a la Malta Football Association en lugar del Ta' Xbiex S.C., equipo que perdió su estatus por malos resultados.
Los colores del club son los de la bandera de la localidad, amarillo y verde, y el segundo uniforme generalmente es blanco y azul. El escudo del club fue elegido mediante una concurso, el cual ganó Joseph Galea.
En 2007 el club sería reconocido y afiliado oficialmente a la Malta Football Association, por lo que ya podía competir en torneos nacionales iniciando en la Tercera División de Malta. Su primer entrenador sería Joe Borg y su primer partido oficial fue ante el Melita FC.
La demanda por registrar jugadores en el club los forzó a crear secciones y entrenadores para categorías menores. En 2009 se crearía la categoría sub-19 dirigida por Angelo Borg y la categoría sub-15 dirigida por William Galea. Posteriormente contaría también con una sección en la categoría femenil.

## Palmarés
- Strickland Cup: 2

2012, 2013